# 올레 안데르베리
올레 헨리크 마르틴 안데르베리(스웨덴어: Olle Henrik Martin Anderberg, 1919년 9월 13일~2003년 9월 26일)는 스웨덴의 레슬링 선수이다. 자유형과 그레코로만형 모두 국제 경기 경험이 있으며, 올림픽에서 자유형 금메달, 그레코로만형 은메달을 각각 1개씩 획득하였다.

## 생애와 경력

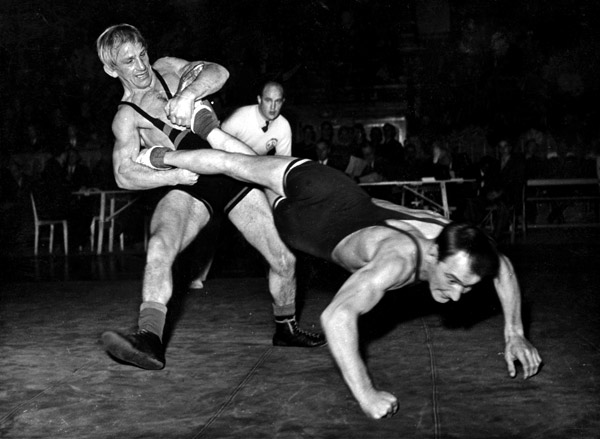
1946년 스웨덴 레슬링 선수권 대회에서 헬게 라우티와 경기를 하고 있는 안데르베리.

스코네주의 도시인 란스크로나시의 아스문드토르프라는 마을에서 태어났다. 1931년에 레슬링과 체조를 배웠으며, 후에 에스킬스투나로 건너가 레슬링을 전문적으로 수련하며 레슬링을 자신의 전공 스포츠로 골랐다. 자유형과 그레코로만형을 번갈아가며 활동했으며, 제2차 세계 대전이 끝난 후인 1946년에 스웨덴 레슬링 국가대표로 발탁되어 그 해 10월에 모국 스웨덴의 수도 스톡홀름에서 열린 유럽 자유형 레슬링 선수권 대회에 참가하여 -62kg급에서 튀르키예의 가잔페르 빌게의 뒤를 이어 자신의 첫 국제 대회 메달인 은메달을 획득하였다. 이듬해인 1947년 4월에는 체코슬로바키아의 프라하에서 열린 유럽 그레코로만형 레슬링 선수권 대회에서 헝가리의 토트 페렌츠를 꺾고 62kg급에서 자신의 첫 금메달을 획득하였다.
1948년 8월에는 영국 런던에서 열린 세계 대전 종전 이후 처음 열린 하계 올림픽에 스웨덴 국가대표로 참가하여 그레코로만형 -62kg급에 출전하였다. 안데르베리는 첫 상대인 오스트리아의 게오르크 바이트너를 상대로 테크니털컬 폴승을 거두었고 다음 상대인 튀르키예의 메흐메트 옥타브에게는 자신의 대회 유일한 패배를 당하였다. 이후 핀란드의 에르키 탈로셀라와 이탈리아의 루이지 캄파넬라, 헝가리의 토트를 모두 꺾었으나 옥타브에게 당한 패배로 인해 그의 뒤를 이어 2위를 하였고, 은메달을 목에 걸었다. 1949년 6월에는 튀르키예의 이스탄불에서 열린 유럽 자유형 레슬링 선수권 대회에 참가하여 이란의 하산 사디안과 튀르키예의 누레틴 자페르를 누르고 우승을 차지했으며, 1950년 3월에는 스톡홀름에서 열린 세계 그레코로만형 레슬링 선수권 대회에 참가하여 레바논의 사피 타하와 이집트의 사예드 칸딜을 누르고 우승하였다. 이듬 해인 1951년 4월에는 핀란드 헬싱키에서 열린 1세계 자유형 레슬링 선수권 대회에서 이탈리아의 가리발도 니촐라와 튀르키예의 이브라힘 젱긴을 꺾으며, 우승을 차지했다.
1952년 7월에는 헬싱키에서 열린 하계 올림픽에 참가하여 자유형 -67kg급에 출전하였다. 안데르베리는 첫 상대인 소련의 아르메나크 얄티랸을 시작으로 이탈리아의 니촐라, 벨기에의 얀 콜스, 일본의 시모토리 다케오, 이란의 토피그 자한바흐트, 미국의 토미 에번스을 모두 꺾고 올림픽 금메달을 획득하였다. 은메달은 에번스, 동메달은 자한바흐트에게 돌아갔다. 1953년 3월에는 이탈리아의 나폴리에서 열린 세계 그레코로만형 레슬링 선수권 대회에 참가하여 이탈리아의 움베르토 트리파와 레바논의 엘리 나산을 누르고 우승을 했으며, 1954년 5월에 일본 도쿄에서 열린 세계 자유형 레슬링 선수권 대회에 참가하여 이란의 자한바흐트의 뒤를 이어 2위로 은메달을 획득하였다. 이후 1956년에는 오스트레일리아의 멜버른에서 열린 자신의 3번째 올림픽이자 마지막 국제대회에 참가하였으며, 이 대회에는 자유형과 그레코로만형 종목에 모두 출전하였다. 처음 출전한 종목은 자유형으로 첫 상대인 이란의 에맘알리 하바비에게 패하고 핀란드의 배이노 하카라이넨을 꺾었으나 결선 라운드에 진출하지 못했다. 이후 그레코로만형 경기에도 출전했으나 첫 상대인 불가리아의 디미터르 스토야노프에게 패하여 탈락하였다.
은퇴 후인 1950년대에는 이란 레슬링 국가대표팀 코치를 지냈으며, 2003년 9월에 스웨덴의 린셰핑에서 세상을 떠났다. 2009년에 국제 레슬링 연맹(FILA) 명예의 전당에 헌액되었다.